# Магуайр, Лео
Патрик Лео Магуайр (1903 — 17 декабря 1985) — ирландский певец, автор песен и радиоведущий.

## Биография
Магуайр родился в центре Дублина. Учился на баритона под руководством Винсента О’Брайена, который ранее был наставником Джона МакКормака. Много лет он выступал в составе Дублинского оперного общества.
Магуайр был плодовитым композитором, написал более 100 песен. К ним относятся «Приезжай в Сэйл», «Моя старая шляпа из Килларни» (My Auld Killarney Hat, известная исполнительница песни — католическая певица сестра Мария Гертруда), «Если ты только приедешь через моря в Ирландию», «Дублинский певец» (которую он написал для Ноэля Перселла) и «Эйлин Мак-Манус» (записана у Дэниела О’Доннелла). Его самая известная песня — «Свистящий цыган» (The Whistling Gypsy) В 1954 году Роуз Бреннан была удостоена третьего места на конкурсе журнала «Новый музыкальным экспресс» за лучшую запись года — кавер песни «The Whistling Gypsy». Песня была хитом в Ирландии, а затем и в Соединённых Штатах. Магуайр также писал пародии и юмористические песни под именем Сильвестр Гаффни.
Параллельно со своей музыкальной карьерой Магуайр работал вещателем на Radio Éireann («Радио Ирландии»), где больше всего запомнился как ведущий еженедельной «Программы Уолтона», в которой он играл записи популярных ирландских баллад. Программа транслировалась в течение почти 30 лет до её прекращения в январе 1981 года.